# Ferghanopsyche rotundata
Ferghanopsyche rotundata (лат.) — ископаемый вид мелких скорпионниц из семейства Mesopsychidae, единственный в роде Ferghanopsyche. Обнаружен в юрских отложениях Средней Азии (Кыргызстан, ?Таджикистан; Shurab, Sulyukta Formation, около 185 млн лет, плинсбахский ярус). Длина переднего крыла 7,0 мм, заднего — 2,7 мм.
Вид Ferghanopsyche rotundata был впервые описан в 1937 году советским палеоэнтомологом Андреем Васильевичем Мартыновым (1879—1938; ПИН РАН, Москва, СССР) вместе с таксонами Fulgoropsis dubiosa, Archaboilus kisylkiensis, Eofulgoridium proximum, Mesopolystoechus apicalis, Cicadellopsis incerta, Diphtheropsis incerta и другими новыми ископаемыми видами.